# Hartford (Vermont)
Hartford es un pueblo ubicado en el condado de Windsor, en el estado estadounidense de Vermont. Según el censo del año 2010, en ese momento tenía una población de 9,952 habitantes. Tiene una población estimada, a mediados de 2019, de 9,556 habitantes.

## Geografía
Hartford se encuentra ubicado en las coordenadas 43°39′54″N 72°22′18″O / 43.66500, -72.37167.

## Demografía
Según la Oficina del Censo en 2000 los ingresos medios por hogar en la localidad eran de $42,990 y los ingresos medios por familia eran $51,286. Los hombres tenían unos ingresos medios de $35,969 frente a los $27,073 para las mujeres. La renta per cápita para la localidad era de $22,792. Alrededor del 8.5% de la población estaban por debajo del umbral de pobreza.